# Tales of VS.
Tales of VS. (テイルズ オブ バーサス?, Teirusu Obu Bāsasu) (pronunciato Tales of Versus) è un videogioco di ruolo della serie di videogiochi Tales of, ed è stato pubblicato il 6 agosto 2009 in Giappone, esclusivamente per PlayStation Portable. Il videogioco è stato sviluppato dalla Matrix Software e pubblicato dalla Namco Bandai Games. Si tratta di un cross over con protagonisti personaggi dei vari titoli precedenti della serie Tales of. La sigla di apertura del videogioco è Be Your Wings, interpretata dal gruppo Girl Next Door.